# 긴 하루
《긴 하루》는 2021년에 개봉한 대한민국의 영화이다.

## 캐스팅
- 김동완 : 현수 역
- 김성제 : 현수 역
- 서준영 : 현수 역
- 김혜나 : 윤주 역
- 신소율 : 윤주 역
- 남보라 : 윤주 역
- 선민 : 정윤 역
- 정연주 : 정윤 역
- 이다혜 : 정윤 역
- 김한나 : 소영 역
- 민채연 : 소영 역
- 김지철 : 감독 역
- 주재윤 : 횟집주인 역